# PEC in het seizoen 1924/25
Het seizoen 1924/1925 was het 15e jaar in het bestaan van de Zwolse voetbalclub PEC. De club kwam uit in de Tweede Klasse Oost A en nam ook deel aan het toernooi om de NVB beker.

## Wedstrijdstatistieken

### Tweede Klasse A
| W.V.C.                                                      |                                                                 |               |                                                 |
|                                                             | PEC                                                             | 3 – 0 (1 – 0) | WVC                                             |
| 21 september 1924 Plaats: Zwolle Sportpark De Vrolijkheid   | Lourens van der Bend Tabe Tietema Jo Poulussen                  |               |                                                 |
|                                                             | WVC                                                             | 0 – 3 (0 – 0) | PEC                                             |
| 23 november 1924 Plaats: Winterswijk Sportpark De Morgenzon |                                                                 |               | (pen) 89'                                       |
| Be Quick                                                    |                                                                 |               |                                                 |
|                                                             | PEC                                                             | 3 – 0 (1 – 0) | ZVV Be Quick                                    |
| 30 november 1924 Plaats: Zwolle Sportpark De Vrolijkheid    | Cees Marcelis 30' Jo Poulussen Baaye de Groot                   |               |                                                 |
|                                                             | ZVV Be Quick                                                    | 1 – 2 (0 – 1) | PEC                                             |
| 28 september 1924 Plaats: Zutphen Sportpark Marsweg         | (pen)                                                           |               | Lourens van de Bend 89' Cees Marcelis           |
| D.O.T.O.                                                    |                                                                 |               |                                                 |
|                                                             | PEC                                                             | 1 – 1 (1 – 0) | D.O.T.O.                                        |
| 12 oktober 1924 Plaats: Zwolle Sportpark De Vrolijkheid     | Laurens van der Bend                                            |               | van Putten                                      |
|                                                             | D.O.T.O.                                                        | 2 – 1 (0 – 1) | PEC                                             |
| 15 februari 1925 Plaats: Deventer Sportpark D.O.T.O.        | Koopman jr                                                      |               | 37' Berend Admiraal                             |
| K.H.C.                                                      |                                                                 |               |                                                 |
|                                                             | PEC                                                             | 0 – 0         | VV KHC                                          |
| 21 december 1924 Plaats: Zwolle Sportpark De Vrolijkheid    |                                                                 |               |                                                 |
|                                                             | VV KHC                                                          | 1 – 2 (1 – 2) | PEC                                             |
| 19 oktober 1924 Plaats: Kampen Sportpark aan de Plas        | Bottenberg                                                      |               |                                                 |
| Rigtersbleek                                                |                                                                 |               |                                                 |
|                                                             | PEC                                                             | 1 – 0 (1 – 0) | vv Rigtersbleek                                 |
| 26 oktober 1924 Plaats: Zwolle Sportpark De Vrolijkheid     | Tabe Tietema 3'                                                 |               |                                                 |
|                                                             | vv Rigtersbleek                                                 | 1 – 3 (1 – 0) | PEC                                             |
| 4 januari 1925 Plaats: Enschede Sportpark Rigtersbleek      | Ras 10'                                                         |               | 55' Jo Poulussen Jaap van Buren 70'             |
| HVV Tubantia                                                |                                                                 |               |                                                 |
|                                                             | PEC                                                             | 2 – 0 (1 – 0) | HVV Tubantia                                    |
| 25 januari 1925 Plaats: Zwolle Sportpark De Vrolijkheid     | Jo Kaaks Jaap van Buren                                         |               |                                                 |
|                                                             | HVV Tubantia                                                    | 0 – 2 (0 – 1) | PEC                                             |
| 16 november 1924 Plaats: Hengelo Sportpark De Bijenkorf     |                                                                 |               | Lourens van der Bend Hendrik Jan ’Rover’ Jansen |
| Zwolsche Boys                                               |                                                                 |               |                                                 |
|                                                             | PEC                                                             | 2 – 0 (0 – 0) | Zwolsche Boys                                   |
| 1 februari 1925 Plaats: Zwolle Sportpark De Vrolijkheid     | Hendrik Jan ’Rover’ Jansen Lourens van der Bend                 | Zwolse derby  |                                                 |
|                                                             | Zwolsche Boys                                                   | 0 – 1 (0 – 1) | PEC                                             |
| 2 november 1924 Plaats: Zwolle Sportpark Veerallee          |                                                                 | Zwolse derby  | 3' (pen) Admiraal                               |
| G.O.L.T.O.                                                  |                                                                 |               |                                                 |
|                                                             | PEC                                                             | 3 – 0 (1 – 0) | G.O.L.T.O.                                      |
| 7 december 1924 Plaats: Zwolle Sportpark De Vrolijkheid     | Lourens van der Bend Hendrik Jan ’Rover’ Jansen W Brakel (e.d.) |               |                                                 |
|                                                             | G.O.L.T.O.                                                      | 0 – 2 (0 – 1) | PEC                                             |
| 5 oktober 1924 Plaats: Hengelo Sportpark G.O.L.T.O.         |                                                                 |               |                                                 |
| Almelo                                                      |                                                                 |               |                                                 |
|                                                             | PEC                                                             | 1 – 1 (0 – 1) | SV Almelo                                       |
| 9 november 1924 Plaats: Zwolle Sportpark De Vrolijkheid     | Jo Poulussen                                                    |               | 10' Kamp jr                                     |
|                                                             | SV Almelo                                                       | 1 – 3 (1 – 0) | PEC                                             |
| 18 januari 1925 Plaats: Almelo Sportpark SV Almelo          | Kamp sr                                                         |               | Jo Kaaks Herman Lutgerink                       |

### NVB beker
| 1e ronde                                  | Vitesse         | 1 – 0 (0 – 0) | P.E.C. |
| 1 maart 1925 Plaats: Arnhem Monnikenhuize | Jo Hendriks 83' |               |        |

## Statistieken PEC 1924/1925

### Eindstand PEC in de Nederlandse Tweede Klasse 1924 / 1925
| Stand | Gespeeld | Gewonnen | Gelijk | Verloren | Punten | Doelpunten voor | Doelpunten tegen |
| ----- | -------- | -------- | ------ | -------- | ------ | --------------- | ---------------- |
| 2e    | 18       | 14       | 3      | 1        | 31     | 35              | 8                |

### Punten per tegenstander
|       | W.V.C. | Be Quick | D.O.T.O. | K.H.C. | Rigtersbleek | Tubantia | Zwolsche Boys | G.O.L.T.O. | Almelo |
| ----- | ------ | -------- | -------- | ------ | ------------ | -------- | ------------- | ---------- | ------ |
| Thuis | 2      | 2        | 1        | 1      | 2            | 2        | 2             | 2          | 1      |
| Uit   | 2      | 2        | 0        | 2      | 2            | 2        | 2             | 2          | 2      |

### Doelpunten per tegenstander
|       | W.V.C. | Be Quick | D.O.T.O. | K.H.C. | Rigtersbleek | Tubantia | Zwolsche Boys | G.O.L.T.O. | Almelo | Totaal |
| ----- | ------ | -------- | -------- | ------ | ------------ | -------- | ------------- | ---------- | ------ | ------ |
| Thuis | 3      | 3        | 1        | 0      | 1            | 2        | 2             | 3          | 1      | 16     |
| Uit   | 3      | 2        | 1        | 2      | 3            | 2        | 1             | 2          | 3      | 19     |
|       |        |          |          |        |              |          |               |            |        | 35     |